# Japan Soccer League Cup 1984
La Japan Soccer League Cup 1984 è stata la nona edizione del torneo calcistico organizzato dalla Japan Soccer League, massimo livello del campionato giapponese di calcio.

## Formula
Viene confermata la formula con incontri ad eliminazione diretta, a cui prendono parte le venti squadre partecipanti alla Japan Soccer League 1984.

## Date
| Turno            | Data           |                |
| ---------------- | -------------- | -------------- |
| Primo turno      | 1º aprile 1984 |                |
| Secondo turno    | 7 aprile 1984  |                |
| Quarti di finale | 8 aprile 1984  |                |
| Semifinali       | 14 aprile 1984 |                |
| Finali           | 15 aprile 1984 | 15 aprile 1984 |

## Risultati

### Primo turno
| Squadra 1         | Risultato            | Squadra 2     |
| ----------------- | -------------------- | ------------- |
| Nippon Kokan      | 2 - 0                | ANA Yokohama  |
| Yomiuri           | 4 - 2                | Fujitsu       |
| Nissan Motors     | 2 - 0                | Toyota Motors |
| Furukawa Electric | 1 - 1 3 - 2 (d.c.r.) | Nippon Steel  |

### Secondo turno
| Squadra 1     | Risultato            | Squadra 2           |
| ------------- | -------------------- | ------------------- |
| Yamaha Motors | 0 - 1                | Matsushita Electric |
| Nippon Kokan  | 0 - 2                | Hitachi             |
| Mazda         | 4 - 1                | Yomiuri             |
| Yanmar Diesel | 3 - 1                | Sumitomo Metals     |
| Honda Motor   | 3 - 0                | Kofu Club           |
| Nissan Motors | 1 - 1 3 - 5 (d.c.r.) | Mitsubishi HI       |
| Fujita Kogyo  | 0 - 2                | Furukawa Electric   |
| Toshiba       | 2 - 1                | Tanabe Pharma       |

### Quarti di finale
| Squadra 1           | Risultato | Squadra 2     |
| ------------------- | --------- | ------------- |
| Matsushita Electric | 1 - 2     | Hitachi       |
| Mazda               | 0 - 3     | Yanmar Diesel |
| Honda Motor         | 2 - 0     | Mitsubishi HI |
| Furukawa Electric   | 0 - 1     | Toshiba       |

### Semifinali
| Squadra 1   | Risultato            | Squadra 2     |
| ----------- | -------------------- | ------------- |
| Hitachi     | 2 - 2 3 - 4 (d.c.r.) | Yanmar Diesel |
| Honda Motor | 0 - 1                | Toshiba       |

### Finale
| Tokyo 15 aprile 1984, ore 14:00 UTC+9             | Yanmar Diesel | 3 – 0 | Toshiba | Komazawa Stadium |
| \| \| \| \| \| Hasegawa Kusaki \| Marcatori \| \| |               |       |         |                  |
|                                                   |               |       |         |                  |
| Hasegawa Kusaki                                   | Marcatori     |       |         |                  |